# Veritas (P.O.D.)
Veritas è l'undicesimo album in studio del gruppo musicale statunitense P.O.D., pubblicato il 3 maggio 2024 dalla Mascot Label Group.

## Antefatti e pubblicazione
Nell'agosto 2021 il batterista Wuv Bernardo abbandonò i P.O.D. durante il tour per il ventennale dell'album Satellite, costringendo i colleghi a tre anni di silenzio. Bernardo fu sostituito in tour da Alex Lopez, batterista dei Suicide Silence. Dopo alcune esibizioni occasionali, il 21 settembre 2023 il gruppo ha pubblicato il singolo "Drop", con la collaborazione di Randy Blythe, e nello stesso tempo hanno annunciato una possibile uscita del nuovo album. Il 30 novembre dello stesso anno è uscito il successivo singolo "Afraid to Die", con la collaborazione di Tatiana Shmayluk, seguito a gennaio da "I Won't Bow Down" e dalla conferma della data della pubblicazione del nuovo disco.
In un'intervista concessa alla rivista Loudwire, il cantante Sonny Sandoval ha considerato Veritas un album molto vicino ai primi lavori, sia dal punto di vista qualitativo che per lo stile musicale. Anche il chitarrista Marcos Curiel ha espresso soddisfazione nei confronti del nuovo album in un'intervista concessa alla rivista Soundsphere.

## Accoglienza
David Craft, autore della rivista Jesus Freak Hideout ha dato all'album un punteggio di 4/5, sostenendo che "Veritas riflette la consapevolezza del gruppo delle proprie possibilità musicali, ma anche del loro tentativo di evoluzione artistica. L'album si divide tra momenti carichi d'impatto ed altri prevedibili, permettendo agli autori di rendere più estesa e passabile la loro discografia. Serve anche a confermare la loro presenza ormai duratura nella scena rock dell'ultimo quarto di secolo, pur essendo anche in grado di offrire premesse per un possibile cambio di sonorità".
Kerrang! ha dato all'album un giudizio misto, sostenendo che "il titolo dell'album, che in latino vuol dire "verità", riflette la fedeltà degli autori alle loro origini musicali e la capacità di soddisfare chi li ascolta anche da poco tempo, nonostante la mancanza di attualità della loro proposta".
Sam Coare, autore della rivista Metal Hammer ha scritto che "i P.O.D. non hanno saputo rinnovare il loro stile musicale, e vogliono solo proporre una fotocopia discreta dei lavori che li hanno resi celebri nei primi anni 2000".
La rivista Distorted Sound ha espresso un giudizio altamente sfavorevole, dichiarando che "gli autori sono diventati un fenomeno musicale minore da Eurovision Song Contest, ormai privo della credibilità con la quale hanno debuttato".
Il sito Blabbermouth.net ha dato all'album un giudizio positivo, dichiarando che "i P.O.D. hanno finalmente cominciato ad ammiccare al rock duro vero e proprio, e non sono più solamente legati alla fusione di hard rock, hip hop e reggae dei primi anni di carriera, proponendo un nuovo album più crudo e gutturale e con testi decisamente più significativi, per quanto ancora debitori di esordi musicali più diversificati".
Mike DeWald, autore della rivista Riff Magazine ha elogiato la capacità del gruppo "di pubblicare un album di inediti più urgente e rude".
Ross Bowie, autore di Metal Epidemic ha apprezzato la capacità dei P.O.D. "di cercare di far tornare alla ribalta il nu metal, alla cui popolarità avevano contribuito nel 2001 con la pubblicazione dell'album Satellite".

## Tracce
1. Drop – 3:11
2. I Got That – 3:19
3. Afraid to Die – 3:04
4. Dead Right – 2:09
5. Breaking – 4:07
6. Lay Me Down (Roo's Song) – 3:27
7. I Won't Bow Down – 2:40
8. This Is My Life – 2:57
9. Lies We Tell Ourselves – 3:27
10. We Are One (Our Struggle) – 2:49
11. Feeling Strange – 3:40

## Formazione
Gruppo
- Sonny Sandoval - voce
- Marcos Curiel - chitarra
- Traa Daniels - basso

Altri musicisti
- Robin Diaz - batteria
- Randy Blythe - voce (traccia 1)
- Tatiana Shmayluk - voce (traccia 3)
- Cove Reber - voce (traccia 8)